# Nomada itamera
Nomada itamera är en biart som beskrevs av Cockerell 1910. Nomada itamera ingår i släktet gökbin, och familjen långtungebin. Inga underarter finns listade i Catalogue of Life.